# Huidmondje
Een huidmondje of stoma (meervoud stomata, στόμα, van het Grieks: mond, opening) is een structuur op het oppervlak van landplanten. Het bestaat uit een microscopisch kleine opening, gevormd door twee sluitcellen, bij vaatplanten meestal aan de onderzijde van de bladeren, waar koolzuurgas, zuurstofgas en waterdamp door diffunderen. Aan weerszijden van de opening bepalen de twee sluitcellen nauwkeurig de wijdte van de opening van het huidmondje. Achter de opening zit de substomatale holte die voorzien is van een dun vloeistoflaagje waarin zuurstof kan oplossen. Dit vloeistoflaagje staat in verbinding met elke plantencel, zodat koolstofdioxide en dus ook zuurstof snel en efficiënt verspreid kunnen worden over de gehele plant. Er zijn echter ook met lucht gevulde intercellulaire holtes die met elkaar en met de substomatale holte in verbinding staan waardoor, door middel van diffusie, sneller transport van gassen door het blad mogelijk is.

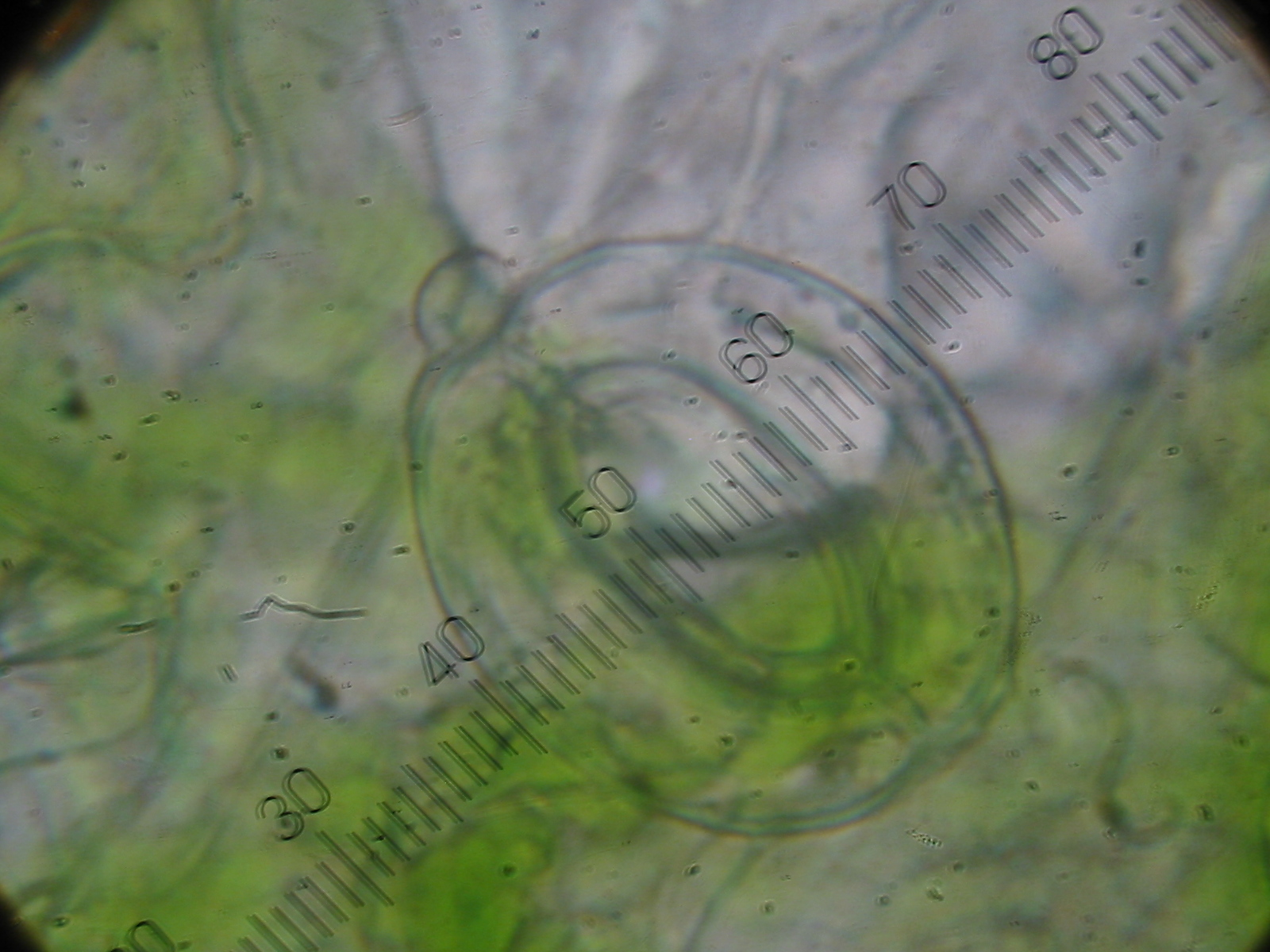
Huidmondje met maatverdeling
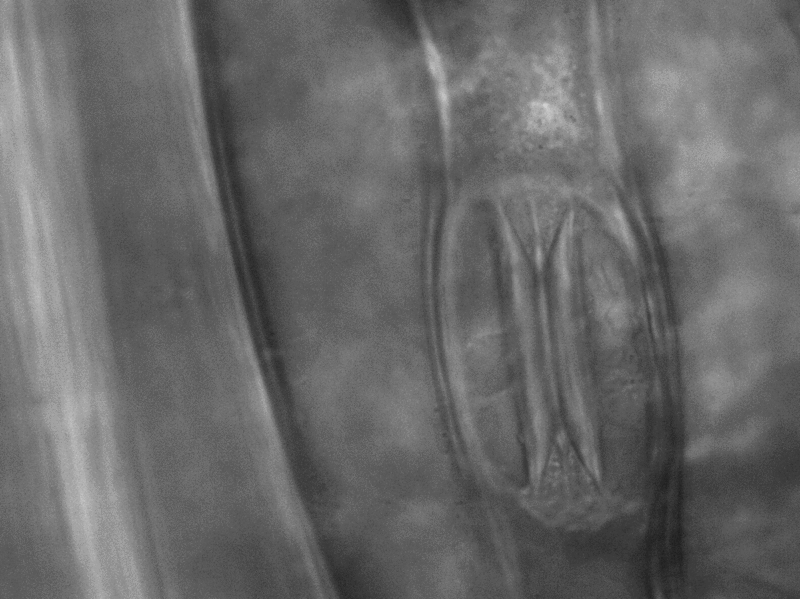
Een huidmondje van een grassoort
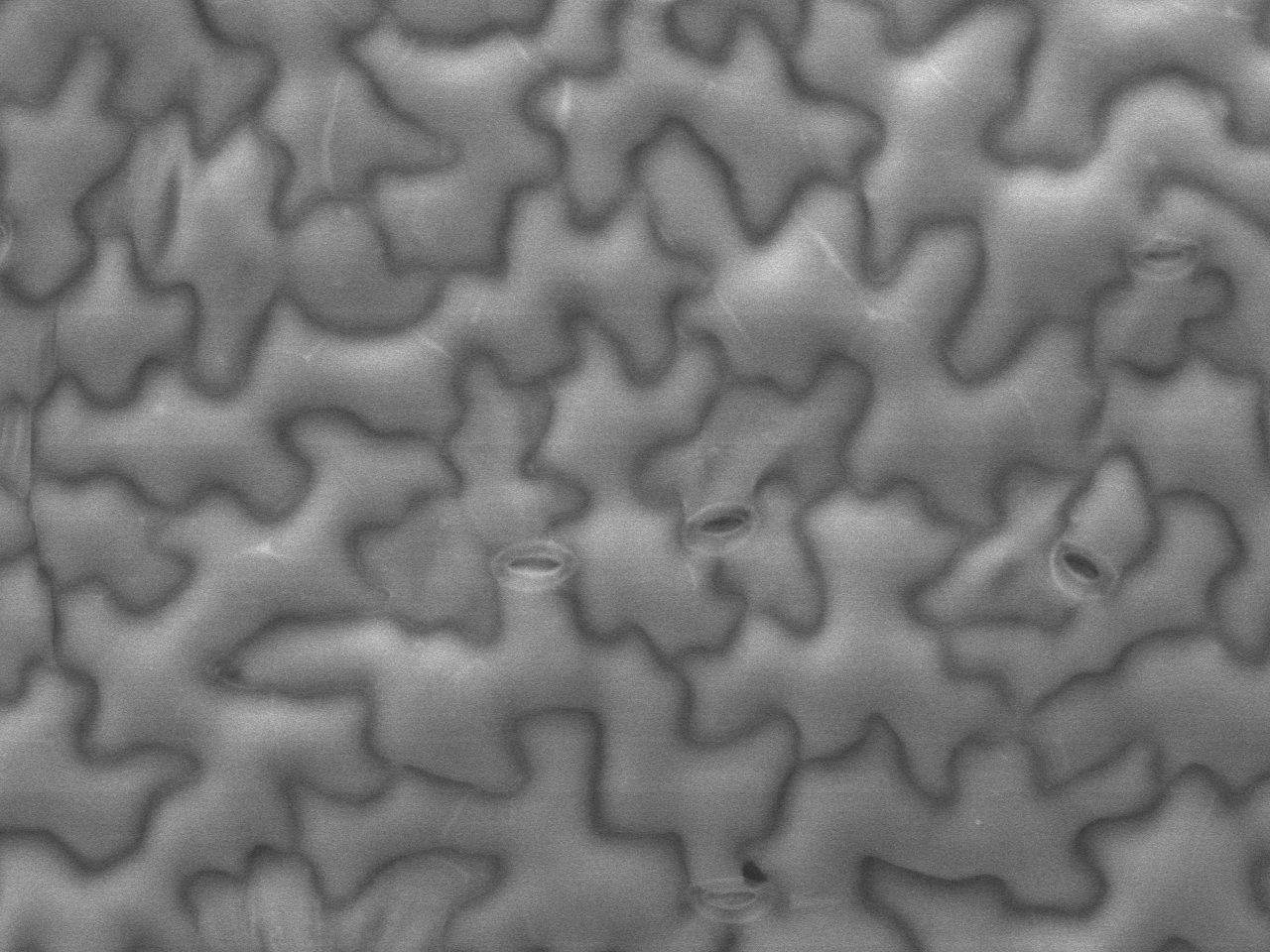
Huidmondjes van zandraket, 5 kleine huidmondjes tussen epidermiscellen
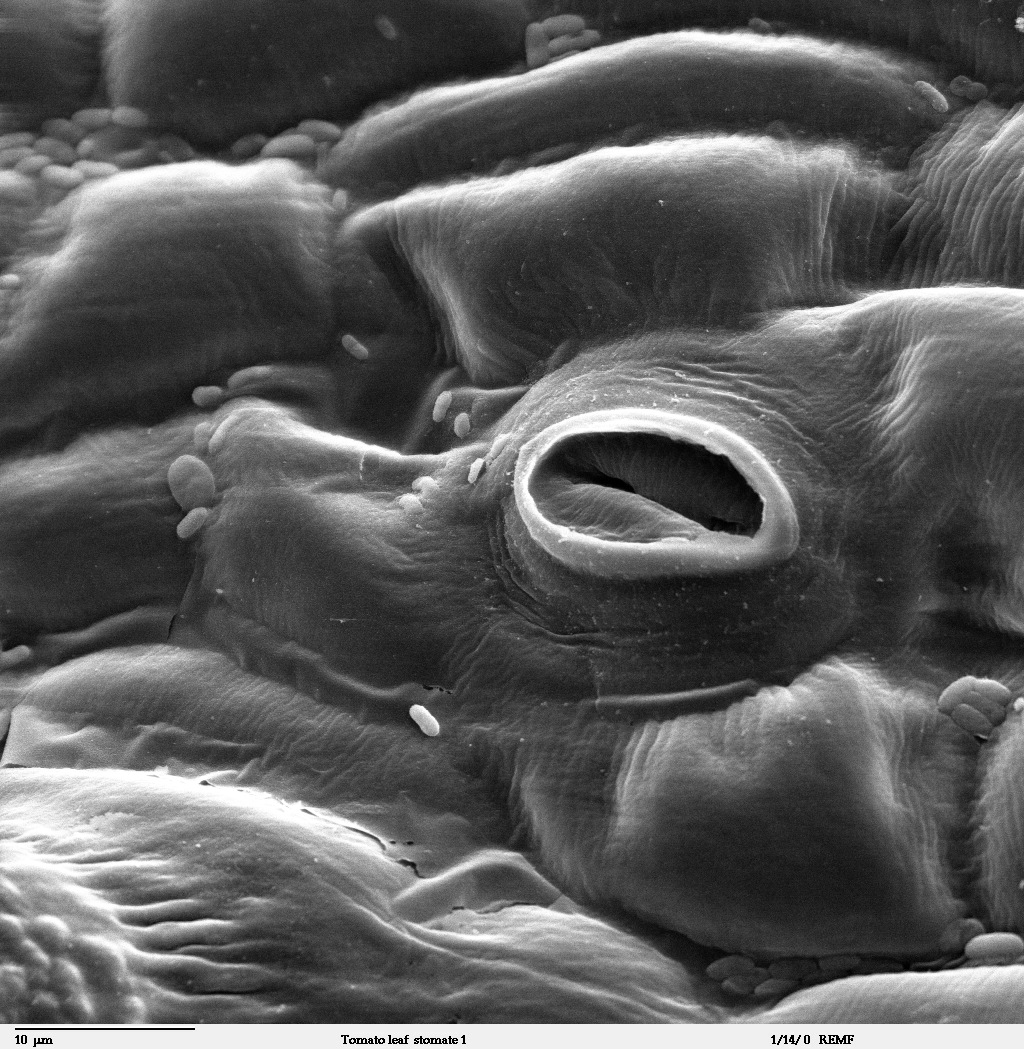
Huidmondje van tomaat
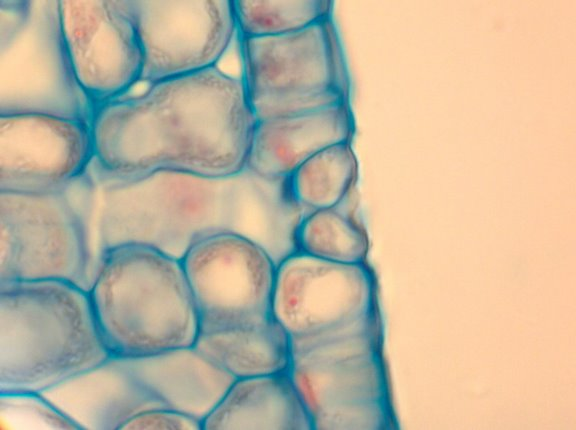
Dwarsdoorsnede van een huidmondje van liguster
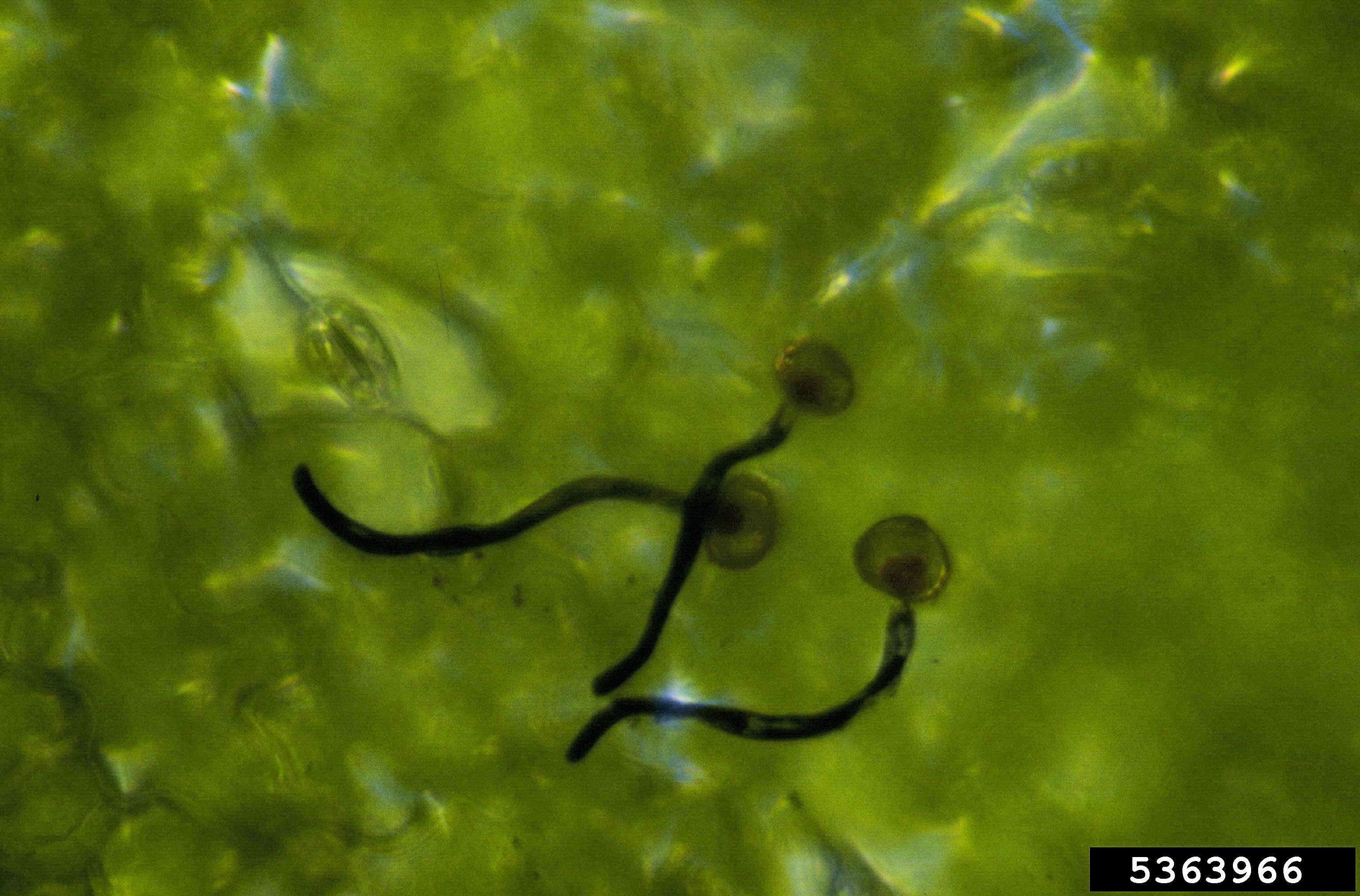
Huidmondje van bonenblad met kiemende roestsporen
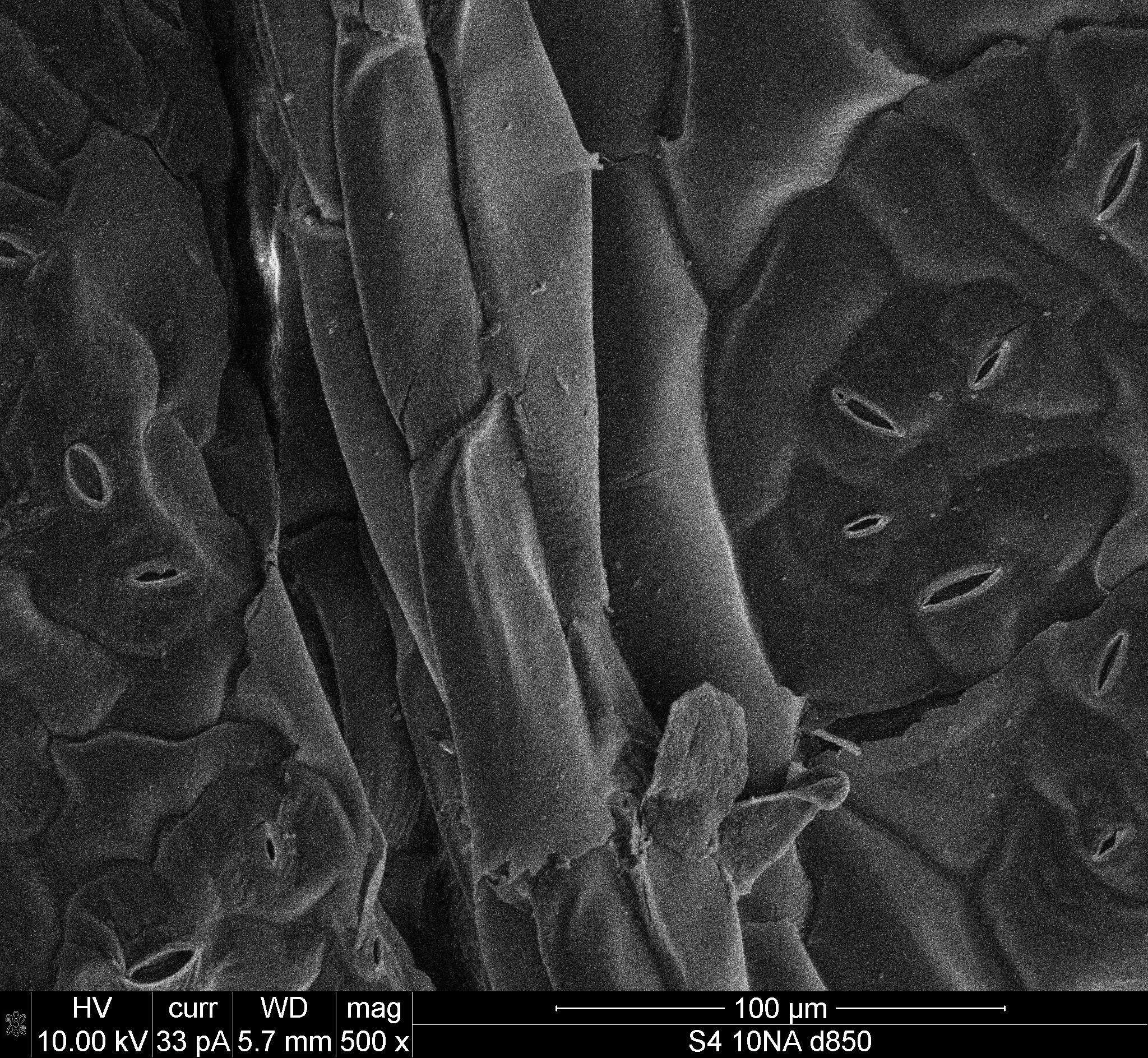
Huidmondjes van paksoi
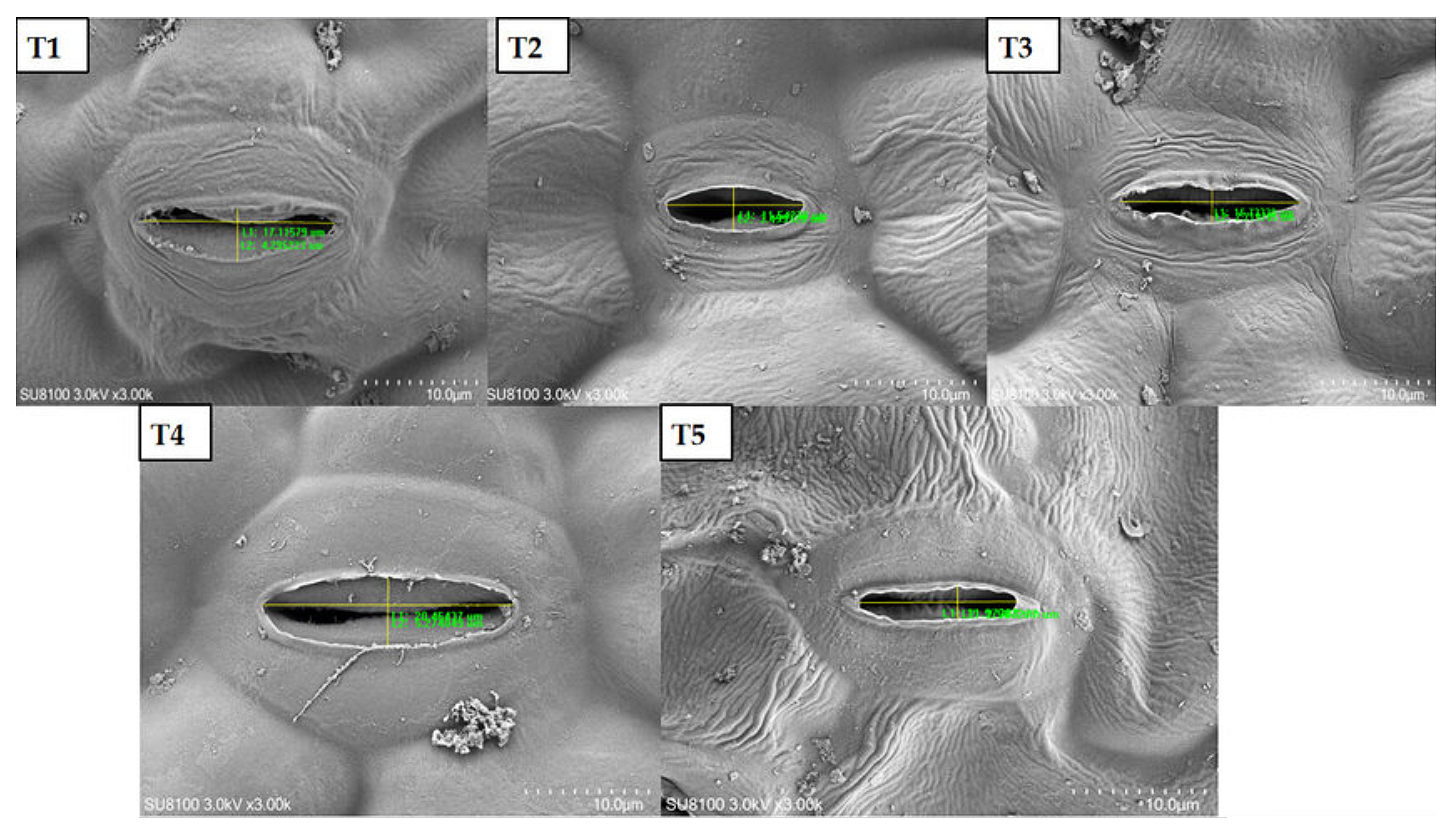
Huidmondjes op bovenkant meloenblad met echte meeldauw